# Gryon insulare
Gryon insulare är en stekelart som först beskrevs av William Harris Ashmead 1894.  Gryon insulare ingår i släktet Gryon och familjen Scelionidae. Inga underarter finns listade i Catalogue of Life.